# Gouttières (Puy-de-Dôme)
Gouttières település Franciaországban, Puy-de-Dôme megyében. Lakosainak száma 310 fő (2022. január 1.). Gouttières La Cellette, Le Quartier, Sainte-Christine, Saint-Gervais-d’Auvergne, Saint-Julien-la-Geneste, Saint-Priest-des-Champs, Teilhet és Saint-Maigner községekkel határos.

## Népesség
A település népességének változása:
| Lakosok száma | 357  | 361  | 362  | 342  | 333  | 329  | 326  | 323  | 310  |
|               | 2013 | 2015 | 2016 | 2017 | 2018 | 2019 | 2020 | 2021 | 2022 |